# 上久保敏
上久保敏（かみくぼ さとし、1963年12月2日 - ）は、日本の経済学者。経済学修士（東京大学）。大阪工業大学工学部総合人間学系教室教授（経済学担当）・元知的財産学部経済学担当。
専門は、理論経済学（特にノン・マルクス経済学・マクロ経済・経済指標）、人間経済学（日本経済学史・日本経済思想史）、環境経済学（特に淀川経済学） 、知財経済学。

## 略歴
奈良県生まれ。1988年東京大学経済学部経済学科卒業。1991年三和総合研究所（現：三菱UFJリサーチ&コンサルティング）研究員。1995年東京大学大学院経済学研究科博士課程単位取得退学、経済学修士（東京大学）。 1998年三和総合研究所退職、大阪工業大学工学部一般教育（リベラル・アーツ教育）科に講師として着任。2002年同学部助教授を経て、2003年同大学に新設された知的財産学部助教授（経済学担当）。2007年同学部准教授を経て、2014年工学部総合人間学系教室教授（経済学担当）。
主な所属学会は、日本経済思想史学会、経済学史学会など。
理論経済学・経済思想史の対外啓蒙活動として、慶應義塾大学未来先導チェアシップ講座2014（テーマ：慶應義塾の経済学: 福澤から現代にいたるまで）の講師を務めている。

## 主な著書
- 経済のメカニズムと経済学の考え方 - 1998年版人間・その総合的理解(共著、八千代出版1998、学術書）
- 日本の経済学を築いた五十人 - ノン・マルクス経済学者の足跡（単著、日本評論社2003、学術書）[6]
- 下村治「日本経済学」の実践者 - 評伝・日本の経済思想（単著、日本経済評論社2008、学術書）[7]
- 近代日本と経済学 - 慶應義塾の経済学者たち（共著、慶應義塾大学出版会2015、学術書）[8]。